# Бельцово
Бельцово — село в Яковлевском районе Приморского края, входит в состав Яблоновского сельского поселения.

## География
Расположено на левом берегу реки Арсеньевка.
От села Николо-Михайловка к Бельцово идёт автодорога (через Озёрное), до Николо-Михайловки 18 км. Дорога построена в долине трёх рек (левый берег Загорной и Уссури, правый берег Арсеньевки), через реку Арсеньевка построен мост.
Расстояние до районного центра села Яковлевка около 59 км.

## Население
| 1900 | 1912 | 1915 | 1926 | 2001 | 2002 | 2010 |
| ---- | ---- | ---- | ---- | ---- | ---- | ---- |
| 138  | ↗568 | ↗570 | ↗747 | ↘473 | ↘433 | ↘368 |
| 2019 |      |      |      |      |      |      |
| ↘343 |      |      |      |      |      |      |

## Улицы
| - ул. Берёзовая, - ул. Весёлая, - ул. Грибная, - ул. Кедровая, - ул. Набережная, | - ул. Почтовая, - ул. Речная, - ул. Родниковая, - ул. Таёжная, | - пер. Таёжный, - ул. Утёсовая, - ул. Центральная, - ул. Школьная. |